# Каунті Граунд
Каунті Граунд — футбольний стадіон, розташований у Свіндоні, графство Вілтшир, Англія, домашня арена футбольного клубу «Свіндон Таун» з 1896 року. На даний момент арена має місткість 15 728 місць, що залишається незмінним із середини 1990-х років. Рекорд відвідуваності в 32 000 глядачів, був встановлений 15 січня 1972 року в матчі проти «Арсеналу» в третьому раунді Кубка Англії.
На північ від футбольного стадіону розташований крикетний клуб «Свіндон», поле якого також називається «Каунті Граунд», оскільки його використовував футбольний клуб з 1893 по 1896 рік.